# Calopteryx
Calopteryx är ett släkte i insektsordningen trollsländor som tillhör familjen jungfrusländor. Det innehåller omkring 160 kända arter, i både Gamla och Nya världen. 
Många arter i detta släkte är mycket vackert färgade både på kropp och vingar och släktets vetenskapliga namn Calopteryx kommer just av det grekiska ordet "kalos" som betyder "vacker" och "ptero" som betyder "vinge". Ett annat kännetecken för släktets arter är att hanarna ofta saknar vingmärke och att honorna ofta har ett så kallat falsk vingmärke, det vill säga ett som genomkorsas av tvärgående vingribbor. 
I Sverige representeras släktet av två arter, Calopteryx splendens och Calopteryx virgo. En tredje art, Calopteryx haemorrhoidalis finns längre söderut i Europa. Ofta används trivialnamnet jungfrusländor för detta släkte, det samma som för hela familjen Calopterygidae.

## Arter (urval)
- Calopteryx aequabilis
- Calopteryx amata
- Calopteryx angustipennis
- Calopteryx dimidiata
- Calopteryx haemorrhoidalis
- Calopteryx maculata
- Calopteryx splendens
- Calopteryx virgo